# Valencia Club de Fútbol 1919-1920
La pagina racchiude la rosa del Valencia nella stagione 1919-20.

## Rosa
| N. |                   | Ruolo | Calciatore      |
| -- | ----------------- | ----- | --------------- |
| -  | Spagna (bandiera) | P     | Pascual Gascó   |
| -  | Spagna (bandiera) | P     | José Marco      |
| -  | Spagna (bandiera) | D     | Pep Llobet      |
| -  | Spagna (bandiera) | D     | Julio Gascó     |
| -  | Spagna (bandiera) | D     | Amador Peris    |
| -  | Spagna (bandiera) | D     | Juan Piñol      |
| -  | Spagna (bandiera) | C     | Gómez Juaneda   |
| -  | Spagna (bandiera) | C     | José Marín      |
| -  | Spagna (bandiera) | C     | Fernando Marzal |

| N. |                   | Ruolo | Calciatore          |
| -- | ----------------- | ----- | ------------------- |
| -  | Spagna (bandiera) | C     | Vicente Ferré       |
| -  | Spagna (bandiera) | A     | Miguel Umbert       |
| -  | Spagna (bandiera) | A     | Martínez Ibarra I   |
| -  | Spagna (bandiera) | A     | Nicolás Guerendiáin |
| -  | Spagna (bandiera) | A     | Luis Fernández      |
| -  | Spagna (bandiera) | A     | Eduardo Cubells     |
| -  | Spagna (bandiera) | A     | José Colomer        |
| -  | Spagna (bandiera) | A     | Almenar             |
| -  | Spagna (bandiera) | A     | Salvador Aliaga     |

## Risultati
- Campeonato de Levante: Seconda posizione